# Anafase

Anafase

Anafase, anafase es una fase de la mitosis y meiosis en una célula eucariota, en la que los cromosomas duplicados son separados   son entonces desplazadas a polos opuestos de la célula en división por el o meiótico, para que cada célula hija herede una copia de cada cromosoma. La anafase es también cuando los cromosomas alcanzan su nivel máximo de condensación.

## Mitosis
Al inicio de la anafase las cromátidas hermanas son separadas totalmente y son dirigidas hacia polos opuestos de la célula en división. El punto principal de contacto de los microtúbulos con cada cromosoma es, un complejo proteico llamado cinetocoro, que es ensamblado sobre cada centrómero. Aquellos microtúbulos que contactan cinetocoro son llamadas fibras K.
La anafase comienza con la regulación proteica de la transición de metafase-anafase. Llegando a este punto se activa el complejo promtor de la anafase (CPA), se finaliza la metafase al desactivarse la ciclina necesaria para su funcionamiento (ciclinas dependientes de quinasa M-CDK). También se desactiva la securina, proteína inhibidora de la proteasa conocida como separasa. La separasa puede entonces cortar la cohesina, proteína responsable de mantener las dos cromátidas unidas, y es el punto en el que se considera empezada la anafase.
Dentro de la anafase tienen lugar dos procesos. Durante la anafase temprana las cromátidas se separan al acortarse los microtúbulos y gracias a los cinetocoros. Cuando las cromátidas están totalmente separadas comienza la anafase tardía, en la que los microtúbulos son acortados para dirigir cada grupo de cromátidas hacia polos opuestos de la célula. Este es también el momento en que los cromosomas llegan a su máximo punto de condensación, lo que contribuye a su segregación y la formación de los nuevos núcleos.

## Meiosis
Durante la Meiosis ocurren dos procesos de división del núcleo: Meiosis I y Meiosis II. La Meiosis I está dividida en Profase I, Metafase I, Anafase I y Telofase I. La Meiosis II lo está en Profase II, Metafase II, Anafase II y Telofase II.
En la Anafase I, los centrómeros comienzan a separarse, atraídos por los polos, y cada uno arrastra en su movimiento a las dos cromátidas que le están unidos. Las parejas de cromosomas homólogos o bivalentes en que no existan quiasmas o sean sólo terminales, se separan simplemente, pero si existen quiasmas intersticiales, estos se deslizan hacia los extremos cromosómicos. Entre el centrómero y el primer punto de quiasma diploténico se separan los cromosomas paterno y materno, pero entre este quiasma y el siguiente se separan cromátidas hermanos. La fuerza de atracción entre las cromatidias apareadas desaparece. Los centrómeros paterno y materno se distribuyen al azar a los dos polos del huso acromático.
La anafase II es similar a la de la mitosis, separándose los centrómeros hijos, atraídos hacia los polos, y arrastrando en su movimiento a las cromátidas.